# Winnie Byanyima

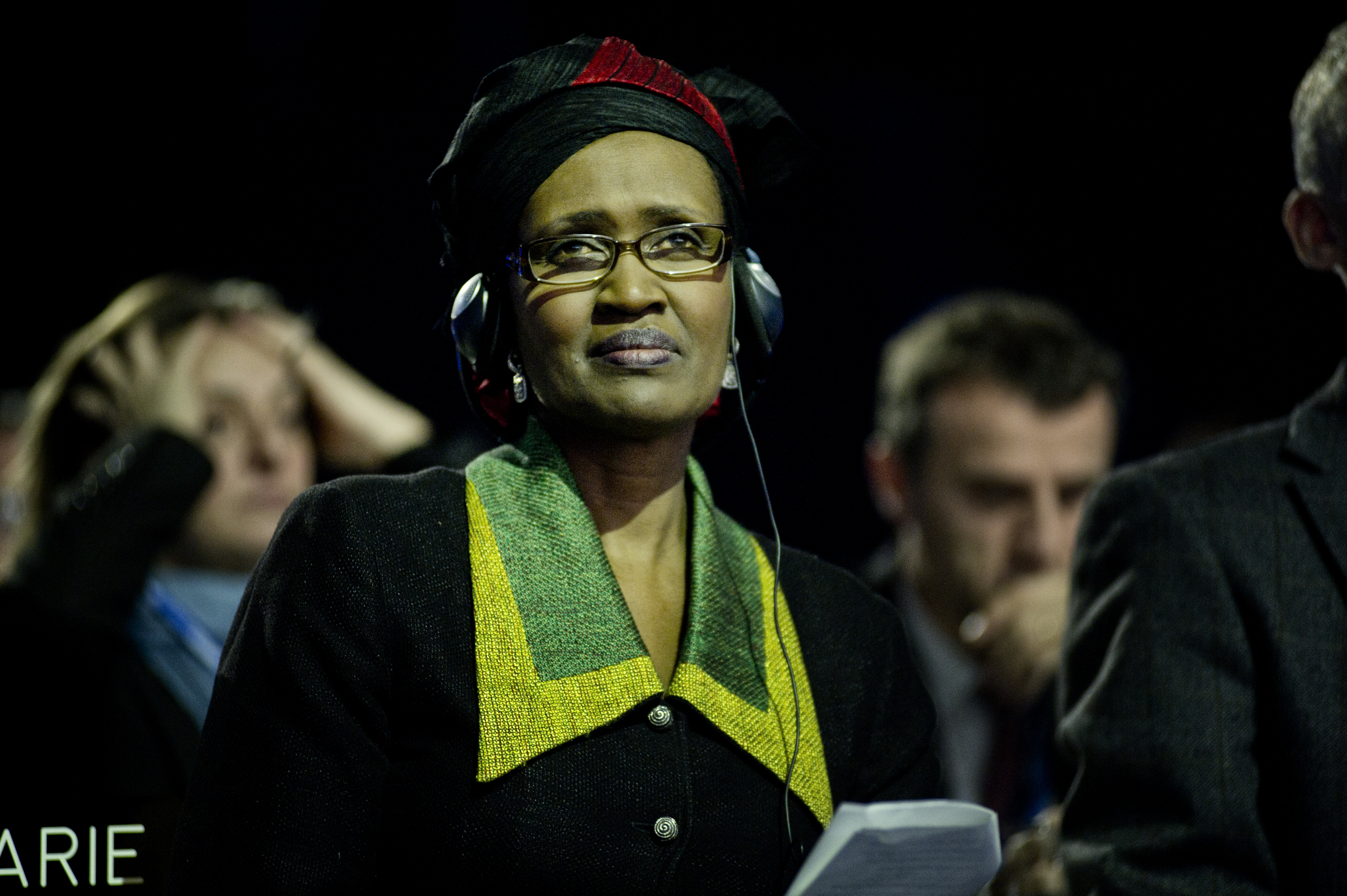
Winnie Byanyima

Winifred Byanyima (sinh ngày 13 tháng 1 năm 1959) là một kỹ sư hàng không, nhà chính trị và nhà ngoại giao sinh ra ở Uganda. Bà là giám đốc điều hành của Oxfam International, được bổ nhiệm vào tháng 5 năm 2013. Trước đó, bà từng là giám đốc của Nhóm Giới trong Văn phòng Chính sách Phát triển tại Chương trình Phát triển Liên Hợp Quốc (UNDP) từ năm 2006.

## Lý lịch
Bà được sinh ra ở quận Mbarara ở khu vực phía Tây của Uganda, một người bảo hộ người Anh vào thời điểm đó. Cha mẹ bà là Boniface Byanyima, một chủ tịch quốc gia của Đảng Dân chủ ở Uganda, và Gertrude Byanyima, một cựu giáo viên đã chết vào tháng 11 năm 2008. Winnie Byanyima đã tham dự Namagunga College của Mount Saint Mary ở Quận Mukono. Bà tiếp tục lấy bằng cử nhân về kỹ thuật hàng không từ Đại học Manchester, trở thành nữ Uganda đầu tiên trở thành kỹ sư hàng không. Sau đó, bà nhận bằng thạc sĩ về kỹ thuật cơ khí, chuyên về bảo tồn năng lượng từ Đại học Cranfield.
Sự nghiệp chuyên nghiệp
Sau khi hoàn thành khóa đào tạo của mình với tư cách là kỹ sư hàng không, Byanyima đã làm việc như một kỹ sư bay cho hãng hàng không Uganda. Khi Yoweri Museveni bắt đầu cuộc chiến tranh Bush Uganda năm 1981-1986, Byanyima rời bỏ công việc của mình và gia nhập cuộc nổi dậy vũ trang. Museveni và Byanyima đã được nuôi dưỡng cùng nhau tại gia đình Byanyima với tư cách là trẻ em, với gia đình Byanyima trả tiền cho tất cả các nhu cầu giáo dục và học thuật của Museveni.
Museveni, Byanyima và chồng Kizza Besigye là những chiến binh trong Quân đội kháng chiến quốc gia (NRA) trong cuộc chiến tranh đó. Mặc dù cả hai Byanyima và chồng bà đã từ bỏ phe với tổng thống Uganda vì quy tắc vô chủ tịch đàn áp người khác bất chấp những tuyên bố trước đó của ông.